# Андовер Тауншип (Нью-Джерсі)
Андовер Тауншип (англ. Andover Township) — селище (англ. township) в США, в окрузі Сассекс штату Нью-Джерсі. Населення — 5996 осіб (2020).

## Демографія
Згідно з переписом 2010 року, у селищі мешкало 6319 осіб у 2070 домогосподарствах у складі 1589 родин. Було 2181 помешкання
Расовий склад населення:
| - 91,6 % — білих - 3,4 % — чорних або афроамериканців - 2,6 % — азіатів - 0,2 % — корінних американців |

До двох чи більше рас належало 1,5 %. Частка іспаномовних становила 5,1 % від усіх жителів.
За віковим діапазоном населення розподілялося таким чином: 22,1 % — особи молодші 18 років, 61,9 % — особи у віці 18—64 років, 16,0 % — особи у віці 65 років та старші. Медіана віку мешканця становила 45,1 року. На 100 осіб жіночої статі у селищі припадало 99,8 чоловіків;  на 100 жінок у віці від 18 років та старших — 95,6 чоловіків також старших 18 років.
Середній дохід на одне домашнє господарство  становив 119 238 доларів США (медіана — 103 598), а середній дохід на одну сім'ю — 144 136 доларів (медіана — 131 217). Медіана доходів становила 76 667 доларів для чоловіків та 58 750 доларів для жінок. За межею бідності перебувало 3,9 % осіб, у тому числі 0,0 % дітей у віці до 18 років та 4,6 % осіб у віці 65 років та старших.
Цивільне працевлаштоване населення становило 2917 осіб. Основні галузі зайнятості: освіта, охорона здоров'я та соціальна допомога — 24,0 %, науковці, спеціалісти, менеджери — 16,9 %, виробництво — 11,7 %, роздрібна торгівля — 8,1 %.